# 57e Match des étoiles de la Ligue nationale de hockey
Match précédent Match suivant
Le 57e Match des étoiles de la Ligue nationale de hockey a eu lieu le 25 janvier 2009. Le match a été présenté au Centre Bell situé à Montréal dans la province de Québec au Canada.
La ligue a décidé de donner l'organisation de l'événement aux Canadiens de Montréal en raison du 100e anniversaire de l'équipe.

## Composition des équipes

### Scrutin
À partir du 11 novembre, les partisans ont pu voter pour élire les douze joueurs commençant le match. Au bout de trois jours de vote, les six joueurs des Canadiens de Montréal sont en tête des suffrages avec de nombreuses voix d'avance. Ainsi, Carey Price, Andreï Markov, Michael Komisarek, Saku Koivu, Alekseï Kovaliov et Alex Tanguay ont quasiment tous près de 100 000 votes d'avance sur les joueurs vedettes habituels des Matchs des étoiles. Le règlement du vote autorise les partisans de voter autant de fois qu'ils veulent mais sans pour autant avoir recours à un moyen automatisé de vote. Il apparaît finalement qu'un script informatique aurait permis à des partisans des Canadiens d'un forum de voter automatiquement pour les six joueurs.
Pour une troisième année consécutive, Sidney Crosby des Penguins de Pittsburgh se voit mériter le plus grand nombre de votes de la part des partisans, avec un total de 1 713 021 votes. Par contre, Il ne pourra pas participer au match en raison d'une blessure.
Les capitaines sont : Alekseï Kovaliov (Est) et Joe Thornton (Ouest).

### Formations de départ
Association de l'Est
|    | Joueur             | Équipe                 | Voix      | Match des étoiles joués |
| -- | ------------------ | ---------------------- | --------- | ----------------------- |
| G  | Carey Price        | Canadiens de Montréal  | 1 515 885 | -                       |
| D  | Andreï Markov      | Canadiens de Montréal  | 1 443 091 | 2008                    |
| D  | Mike Komisarek     | Canadiens de Montréal  | 1 373 628 | -                       |
| C  | Vincent Lecavalier | Lightning de Tampa Bay |           | 2003, 2007, 2008        |
| C  | Ievgueni Malkine   | Penguins de Pittsburgh | 1 585 936 | -                       |
| AD | Alekseï Kovaliov   | Canadiens de Montréal  | 1 343 301 | 2001, 2003              |

Association de l'Ouest
|    | Joueur                 | Équipe                | Voix    | Match des étoiles joués |
| -- | ---------------------- | --------------------- | ------- | ----------------------- |
| G  | Jean-Sébastien Giguère | Ducks d'Anaheim       | 617 241 | -                       |
| D  | Brian Campbell         | Blackhawks de Chicago | 784 476 | 2007, 2008              |
| D  | Scott Niedermayer      | Ducks d'Anaheim       | 637 316 | 1998, 2001, 2004, 2007  |
| AD | Patrick Kane           | Blackhawks de Chicago | 917 551 | -                       |
| C  | Jonathan Toews         | Blackhawks de Chicago | 809 599 | -                       |
| C  | Ryan Getzlaf           | Ducks d'Anaheim       | 716 569 | 2008                    |

### Autres joueurs sélectionnés
Conférence de l'Est
- 35 - G Henrik Lundqvist (Rangers de New York)
- 30 - G Timothy Thomas (Bruins de Boston)
- 4 - D Jay Bouwmeester (Panthers de la Floride)
- 33 - D Zdeno Chara   (Bruins de Boston)
- 15 - D Tomas Kaberle (Maple Leafs de Toronto)
- 2 - D Mark Streit (Islanders de New York)
- 7 - C Jeff Carter (Flyers de Philadelphie)
- 51 - AG Dany Heatley (Sénateurs d'Ottawa)
- 17 - AG Ilia Kovaltchouk (Thrashers d'Atlanta)
- 12 - C Eric Staal (Hurricanes de la Caroline)
- 8 - C Aleksandr Ovetchkine (Capitals de Washington)
- 9 - AG Zach Parisé (Devils du New Jersey)
- 91 - C Marc Savard (Bruins de Boston)
- 26 - AD Martin St-Louis (Lightning de Tampa Bay)
- 20 - AG Thomas Vanek (Sabres de Buffalo)

Conférence de l'Ouest
- 32 - G Niklas Bäckström (Wild du Minnesota)
- 1 - G Roberto Luongo (Canucks de Vancouver)
- 22 - D Dan Boyle (Sharks de San José)
- 3 - D Stéphane Robidas (Stars de Dallas)
- 44 - D Sheldon Souray (Oilers d'Edmonton)
- 6 - D Shea Weber (Predators de Nashville)
- 24 - AG Dustin Brown (Kings de Los Angeles)
- 12 - C Patrick Marleau (Sharks de San José)
- 18 - AD Shane Doan (Coyotes de Phoenix)
- 23 - AD Milan Hejduk (Avalanche du Colorado)
- 12 - AD Jarome Iginla (Flames de Calgary)
- 9 - C  Mike Modano (Stars de Dallas)
- 61 - AG Rick Nash (Blue Jackets de Columbus)
- 97 - C Joe Thornton (Sharks de San José)
- 7 - C Keith Tkachuk (Blues de Saint-Louis)